# Ya conocerán
«Ya conocerán» es el tercer sencillo del quinto álbum Otra cosa de la cantante mexicana Julieta Venegas. El tema salió a la venta el 19 de marzo de 2011. En octubre del mismo año se grabó el vídeo.

## Publicación
El 9 de marzo de 2011 Sony Chile, dio a conocer de manera oficial el sencillo «Ya conocerán», el tercer sencillo del álbum Otra cosa, 9 meses después de la publicación del sencillo anterior. Venegas había preguntado a sus fanes cual les gustaría que fuera su tercer sencillo del álbum. Los más votados fueron «Debajo de mi lengua» y «Ya conocerán». Al igual que el sencillo anterior, «Despedida», el tema no ha tenido ninguna promoción.

## Video musical
En primera instancia Julieta había dicho que no habría vídeo para esta canción, pero el 10 de octubre de 2011 anunció la grabación en la Ciudad de México en su página oficial. El vídeo, consiste una versión acústica del tema grabada en vivo en un ambiente muy personal. Los directores fueron su hermana gemela Ivonne Venegas y Gregory Allen. Fue lanzado en su página oficial el 30 de noviembre de 2011 además de en varias redes sociales como Twitter, Facebook y Prodigy, entre otras.